# Diecezja Viedma
Diecezja Viedma (łac. Dioecesis Viedmensis) – diecezja Kościoła rzymskokatolickiego w Argentynie. Należy do metropolii Bahía Blanca. Została erygowana bullą Nobilis Argentinæ Nationis papieża Piusa XI 20 kwietnia 1934.